# Shinin' On
Shinin' On es el octavo álbum de estudio de la banda estadounidense Grand Funk, publicado el 11 de marzo de 1974 a través de Capitol Records.

## Recepción de la crítica
Billboard lo nombró una selección “Spotlight” y un crítico no especificado escribió: “La música de Grand Funk parece mejorar con cada LP, con una composición y un canto de mejor calidad, así como un excelente trabajo de producción de Todd Rundgren”. Un escritor no especificado de la revista Cash Box describió Shinin' On como “una de las colecciones más exclusivas y poderosas de 1974”.

## Lista de canciones
| Lado uno |                    |                          |          |  |
| N.º      | Título             | Escritor(es)             | Duración |  |
| 1.       | «Shinin' On»       | Mark Farner Don Brewer   | 5:56     |  |
| 2.       | «To Get Back In»   | Farner                   | 3:53     |  |
| 3.       | «The Loco-Motion»  | Carole King Gerry Goffin | 2:45     |  |
| 4.       | «Carry Me Through» | Brewer Craig Frost       | 5:27     |  |

| Lado dos |                        |               |          |  |
| N.º      | Título                 | Escritor(es)  | Duración |  |
| 1.       | «Please Me»            | Farner Brewer | 3:35     |  |
| 2.       | «Mr. Pretty Boy»       | Farner        | 3:04     |  |
| 3.       | «Gettin' Over You»     | Brewer Frost  | 3:55     |  |
| 4.       | «Little Johnny Hooker» | Farner        | 4:56     |  |

- Los lados uno y dos fueron combinados como pista 1–8 en la reedición de CD.

| Bonus tracks (2003 Capitol Records reissue) |                                 |               |          |  |
| N.º                                         | Título                          | Escritor(es)  | Duración |  |
| 9.                                          | «Destitute and Losin'» (B-side) | Farner        | 7:03     |  |
| 10.                                         | «Shinin' On» (2002 Remix)       | Farner Brewer | 6:08     |  |

## Créditos y personal
Créditos adaptados desde las notas de álbum de Shinin' On.
Grand Funk
- Mark Farner – voces, guitarra, guitarrón, armónica; órgano en «Carry Me Through»
- Don Brewer – voces, batería, percusión
- Mel Schacher – bajo eléctrico
- Craig Frost – voces, órgano, clavinet, piano, sintetizador Moog, Mellotron

Músicos adicionales
- Todd Rundgren – guitarra en «Carry Me Through»

Personal técnico
- Todd Rundgren – productor, ingeniero de audio
- John White – ingeniero asistente
- Andrew Cavaliere – diseño de portada
- Lynn Goldsmith – diseño de portada, directora artística, fotografía
- Neil Adams – ilustración
- Walt Simonson – ilustración

## Posicionamiento

### Gráfica semanal
| Gráfica (1974)                            | Pico de posición |
| ----------------------------------------- | ---------------- |
| Australia (Kent Music Report)             | 43               |
| Canadá (RPM Top Albums)                   | 2                |
| Estados Unidos (Billboard Top LPs & Tape) | 5                |
| Japón (Oricon Albums Chart)               | 24               |
| Noruega (VG-lista)                        | 10               |

### Gráfica de fin de año
| Gráfica (1974)                            | Pico de posición |
| ----------------------------------------- | ---------------- |
| Canadá (RPM Top Albums)                   | 30               |
| Estados Unidos (Billboard Top LPs & Tape) | 44               |

## Certificaciones y ventas
| País                  | Certificación | Ventas    |
| --------------------- | ------------- | --------- |
| Estados Unidos (RIAA) | Oro           | 1 000 000 |